# 国家文化政策
国家文化政策（英語： 馬來語：）是在1970年由当时的马来西亚政府所倡导的一个公共政策，这个政策的主要诉求是希望将马来文化朔造为国家的主流文化，并将非马来族溶入到马来族的文化体系中。不过到了1990年代，时任马来西亚首相马哈迪·莫哈末摒弃了这个策略，同时提出以马来西亚民族的策略取而代之。
国家文化政策的定义在1971年出炉，文化、青年和體育部在1971年舉辦的全國文化大會，制定國家文化政策目的包括：
1. 作為塑造和鞏固馬來西亞國民身份的指南
2. 通過文化加強團結
3. 培育和維護國家認同
4. 充實和加強人類的生活質量
5. 為了提高生活質量和豐富靈性
6. 改善生活質量與平衡社會經濟發展

其中以三条原则作为指导方针： 
1. 国家文化必须以马来土著文化为基础；
2. 来自其他文化的元素可以以适当的方式成为国家文化的一部分；
3. 伊斯兰文化是塑造国家文化的一个重要元素。

## 存废讨论
马哈迪·莫哈末曾经提出，以“马来西亚民族”的全新政策取代1971年国家文化政策。全新政策是提议把所有马来西亚公民一律平等化，以马来西亚身份为主的“马来西亚民族”，彼此之间不分种族，不分肤色，说马来语和接受马来西亚国家宪法为指导方针。
拿督斯里在2006年也曾经表示：“马来西亚民族”意指不再区分种族，不分肤色，不分宗教，不质疑马来人特权和固打制政策等。但是，如果我们要去尝试把“马来西亚民族”描绘出来时将就会产生更多问题和争论。假如我们要修改宪法，国家就会混乱进入无秩序状态。

## 马来西亚民族概念争议
在2006年，马来西亚人民公正党全国宣传主任蔡添强指出，马来西亚民族的概念，和单元族群政党的基本理念相左，是民族团结久久毫无进展的原因。
|  | 只要单元种族政党继续执政，延续不平等的经济、教育、文化等政策，团结的马来西亚民族只不过是个幻影。阿都干尼的见解相信引起不少巫统党员的共鸣，即巫统意识到本身的长远生存，逐渐受到马来西亚民族的概念威胁，若全国人民以马来西亚民族自居，不再强调族群认同，种族政党自然会被淘汰。 |

在争议中，巫统的阿都干尼提出了“马来西亚民族的概念不能被接受”的说法：“由於宪法阐明种族为马来人及其他人，要求一个团结与单一的马来西亚民族是不合理的。这个概念被视为对马来人及宪法赋予他们的特别地位的威胁。即使是要采纳马来西亚民族这个字眼，它必须以马来人是中枢民族为基础。”
民主行动党的林冠英回应说：“国人应从阿都干尼的惊人言论中醒觉过来，并告诉他，国人不是拒绝马来西亚民族概念，而是拒绝阿都干尼本身，因为他否决不分种族与宗教团结全马人民的马来西亚民族概念。这是一名巫统州务大臣公开反对马来西亚民族概念的首例，他所持的理由是这概念威胁到马来人支配论。” 也说“这种自私自利的政策造成马来西亚的人才不断的流失，不是因为他们不爱国，而是他们在我国没有平等的机会来全面发挥潜能。” （页面存档备份，存于）